# Tondero

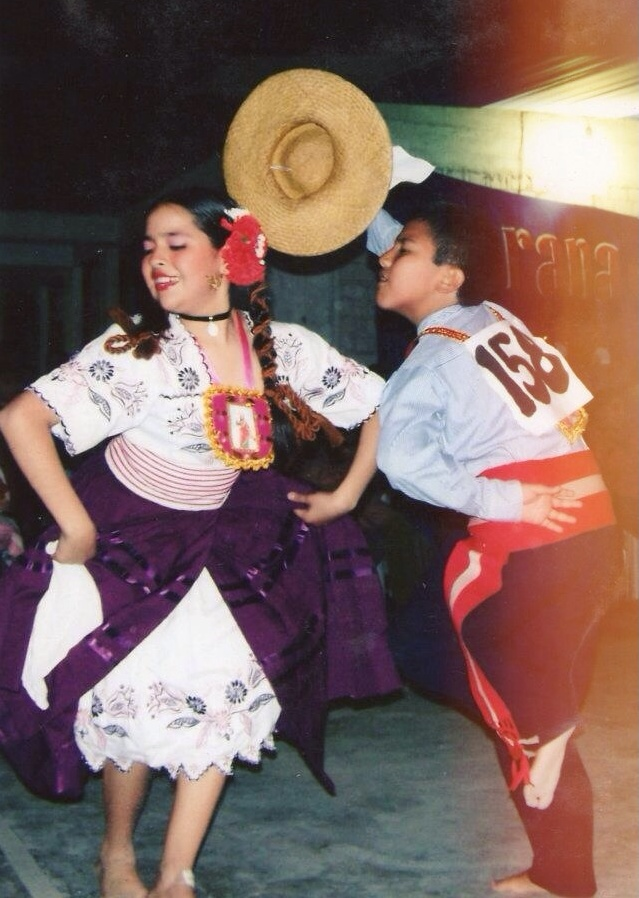
Personnes dansant le tondero.

Le tondero est un rythme et une danse d'origine péruvienne. Les régions dont elle provient sont Piura et Lambayeque, et plus particulièrement la province de Morropón. Sa version classique consiste en : un chanteur principal, un petit chœur, deux guitaristes, un joueur de cajón peruano (aujourd'hui utilisé dans le jazz révolutionnaire, la musique latine et le nouveau flamenco) et un joueur de cuillères. La musique est accompagnée avec les paumes des mains et parfois, s'il n'y a pas de cajón disponible, on utilise un instrument fait à base de calebasse aplatie et séchée, typique du nord du Pérou appelé checo. 
Son origine est angolaise et dérive du lundù mais il est probable que les Gitans l'aient développée. En effet, de nombreuses personnes sont venues chercher les fameuses perles de Piura, leurs descendants sont d'ailleurs appelés Piajenos. Les Piajenos sont un peuple nomade qui vit des ressources de l'artisanat. Le mouchoir est utilisé dans la danse et les pas de danse illustrent des combats de coq, héritage du flamenco.